# Józef Wolff (wydawca)

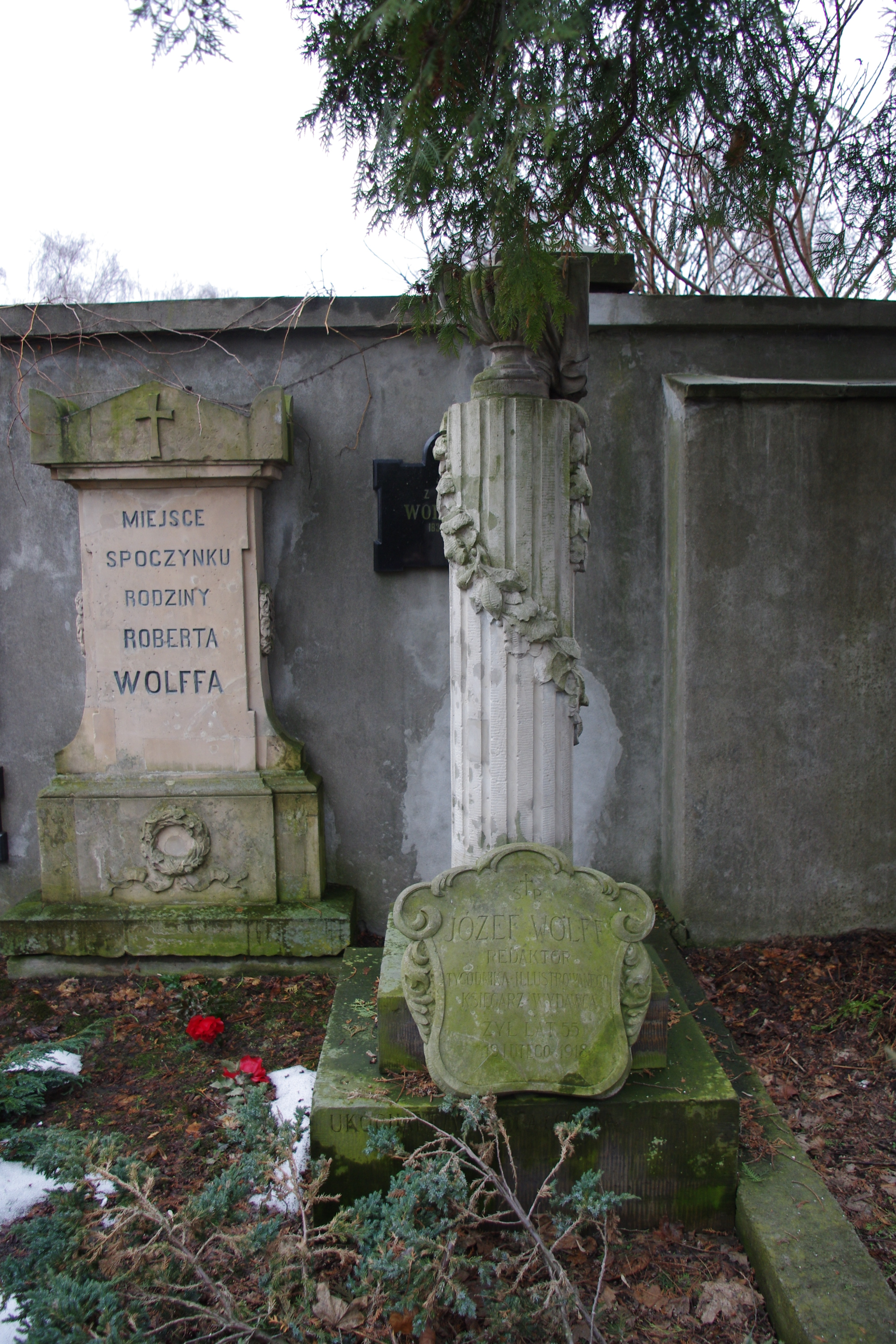
Grób wydawców Augusta Roberta Wolffa i Józefa Agusta Wolffa na cmentarzu ewangelicko-augsburskim w Warszawie (aleja F gr. 42)

Józef Wolff (ur. 14 marca 1862 w Warszawie, zm. 10 lutego 1918 w Warszawie) – polski wydawca i księgarz.

## Życiorys
Józef Wolff urodził się jako syn księgarza i wydawcy Roberta Wolffa. Ukończył VI Gimnazjum w Warszawie i Wydział Prawa Uniwersytetu Warszawskiego, po czym wstąpił na Wydział Prawny Uniwersytetu w Lipsku, gdzie się doktoryzował. Jednocześnie w Lipsku kształcił się w zawodzie księgarskim. W Paryżu przechodził praktykę księgarską m.in. u „Le Soudiera”. W Lipsku ponadto opanował sztukę drukarską. Tak przygotowany do zawodu, po ukończeniu studiów rozpoczął pracę w rodzinnej firmie „Gebethner i Wolff” w 1885 r. obejmując stanowisko redaktora naczelnego „Tygodnika Ilustrowanego”. W tym samym czasie co Józef Wolff w firmie pracę rozpoczął syn drugiego wspólnika Jan Gebethner. Na okres ich współpracy przypada rozkwit wydawnictwa i tygodnika.
Józef Wolff był nie tylko wydawcą i współwłaścicielem wydawnictwa. Był też wielkim propagatorem sztuki polskiej w różnych dziedzinach. Organizował u siebie w domu koncerty słynnych śpiewaków i muzyków.
Nie mógłby prowadzić tak intensywnego życia, gdyby nie wsparcie żony Anny z Siekluckich Wolff. To ona była „dobrym duchem” domu. Sama uzdolniona muzycznie i literacko. Miała piękny, szkolony głos. Po wyjściu za mąż zrezygnowała z kariery. Jej opowiadania były drukowane w „Tygodniku Ilustrowanym”. Wolffowie mieli dwie córki, Halinę i Wandę.
Józef Wolff był w dzisiejszym rozumieniu pracoholikiem. Wydawnictwo uważał za swoje „trzecie dziecko”. Nie lubił odpoczywać. Uważał, że odpocznie w grobie.
Zmarł 10 lutego 1918. Został pochowany na cmentarzu ewangelicko-augsburskim w Warszawie (aleja F, grób 42).

## Wpływ Józefa Wolffa na polską literaturę
Józef był człowiekiem otwartym. Posiadał też intuicję pozwalającą mu wydobyć ukryte i nieznane talenty.
Pierwsze spotkanie z Władysławem Reymontem – zjawił się on w redakcji „Tygodnika Ilustrowanego” poproszony o odebranie nagrody, jaką otrzymał za nowelę w konkursie ogłoszonym przez to pismo. Był wówczas nieznanym jeszcze pisarzem. Żył w nędzy. Mieszkał wraz z równie biednym przyjacielem na poddaszu w pokoju na Starym Mieście. Obaj mieli jedne wspólne buty i jedno „wyjściowe” ubranie. Reymont swoją wielką prostotą i impulsywnością od razu zaskarbił sobie sympatię wydawcy. Od tej pory datuje się ich wielka przyjaźń. Reymont często był gościem Wolffów w ich warszawskim mieszkaniu, a także w domu na wsi. U schyłku życia mieszkał w mieszkaniu, w wieżyczce domu firmy „Gebethner i Wolff”.
W domu Wolffów przy ul. Zgoda 12 odbywały się niedzielne obiady, na które zapraszano gości, między innymi Henryka Sienkiewicza. W towarzystwie wielu ludzi był on bardzo nieśmiały. Gdy goście wychodzili i zostawał sam z rodziną Wolffów, otwierał się i zaczynał ciekawie opowiadać. Część z tych opowieści kierował do córek Józefa Wolffa i Anny, Haliny i Wandy. Opowiadane historie odbywały się w egzotycznych krainach. Józef Wolff zaproponował, aby Sienkiewicz napisał powieść dla dzieci. Ten bronił się mówiąc, że nigdy takich nie pisał. W końcu dał się namówić i tak powstało „W pustyni i w puszczy”.
Jednym z gości był również Bolesław Prus, który w „Tygodniku Ilustrowanym” drukował swoje „Kroniki” będące odbiciem aktualnych spraw Warszawy.
Również Adam Grzymała-Siedlecki wiele zawdzięczał Józefowi Wolffowi, który sprowadził go do stolicy, zorganizował i zareklamował cykl odczytów z literatury. Niedługo potem Adam Grzymała-Siedlecki został współpracownikiem „Tygodnika Ilustrowanego”.